# جورج ريتشاردز (لاعب كريكت)
جورج ريتشاردز (4 أكتوبر 1807 - ) (بالإنجليزية: George Richards)‏ هو لاعب كريكت بريطاني.